# HIRØ
HIRØ（ヒロ、1967年12月16日 - ）は、日本のロック歌手。

## 人物
ストリート文化やストリートアートをこよなく愛するバンドマン。近年、芸術への真摯な取り組みから制作に妥協をしないロック歌手へと進化した。当時の不良少年の暴走族文化からチーム文化への移り変わりを体現させた。
当時の「Popteen」、少女ファッション「YUMMY」などにファッションやストリート活動が連載された『六本木ニュー不良日記』や、自身をモデルにした『六本木レフティ』という漫画も連載されていた。
日本の高校を三校退学になり、渡米。米国カリフォルニアの高校を卒業。NYの大学に進学したが中退。NYでUSA大山空手で修行。ジェラルド・ゴルドーとの親交は深い。

### エピソード
- 国際大山空手道連盟ブラックベルト。
- 通常ではありえない企画やアイデアで、音楽イベントやクラブシーンを立ち上げた（クラブザウルス、渋谷ジャック）

## 来歴
1994年、第22回N.Y.R.Fにて、MISTRAL BANDでデビュー。
1995年、阪神・淡路大震災救援チャリティー「Live Quake Aid」のため路上ライブを含め、内田裕也、ジョー山中と全国を回る。
1996年、自身のハードコアバンド「RISING SUN」を結成、2003年まで「六本木水曜会」をプロデュースした。
1999年にはジョー山中プロデュース、インディーズSATORIレーベルより『I.D』発表。雑誌「BURST」で対談連載「Over the edge」を2000年から2005年まで5年間連載。
2001年5月に「RISING SUN」メジャー移籍、シルバーレコードよりアルバム『ATTITUDE』発表。8月に映画「TOKYO GP」（石井隆監督）に主演。11月には『TOKYO GP remix』by DJ MASTERKEYを発表。
2002年よりロック、ヒップホップ、レゲエの猛獣系アーティストのステージを金網で囲うバーリトゥードイベント「クラブザウルス」を恵比寿「MILK」を経て、渋谷「Club ASIA」のマンスリーイベントとしてプロデュース。
2002年から2004年まで雑誌「Ollie」にてQ&A「Attitudes」を連載。
2002年から2007年まで六本木GAS PANIC 99にて毎週木曜日DJイベント『Thirsty Thursday』をプロデュース。
2003年「RISING SUN」2ndアルバム『BAD BOY』発表、10月から12月まで全国44ヶ所「BAD BOY TOUR 2003」を敢行。
2004年から2007年まで六本木GAS PANIC CLUBにて毎週金曜日DJイベント『Fly high Friday』をプロデュース。
2007年に日本初都市型フェス「渋谷ジャック!」渋谷のライブハウスとクラブ30店舗と渋谷FMをジャックし、同時開催するイベントをプロデュース。
2008年、「RISING SUN」活動休止。
2009年、音楽集団「カイキゲッショック」を結成し、10月にCD & DVD『ONE LIFE』『BUSTERS』発表。渋谷タワーレコード週間チャート1位。自身のレーベル「Black Rain Music」を設立。
2010年2月、CD & DVD『オルゴール』『狂気乱舞』発表し、同年5月にはCD & DVD『All Clear』『ジレンマ』発表。「渋谷芸術祭」において公開MV撮影を敢行。
2011年4月に東日本大震災義援金チャリティソング『Tell me why⁉︎』発表、5月にはテレビ朝日系音楽番組「ベストヒットUSA」に出演。
2012年2月、「DEVILOCK FINAL」幕張メッセに出演。シークレットゲストT.K（小室哲哉）と共演。
2014年、カイキゲッショクと並行しする形で、ロックバンド「湾岸の羊〜sheep living on the edge〜」を結成。
2015年4月、カイキゲッショク「Burning Love feat.T.K」を発表。オリジナル、TKミックス、EDM verの3バージョンを発表。
2015年10月に「LOST CHILD」発表、ロックイベント「Street Blood」のプロデュースをスタート。
2016年2月「Still Bad Boy」発表。
2018年に雑誌「BURST Generation」にて「still Over the edge」スタート。それにともない動画コンテンツ「Burst チャンネル」にて、「still Over the edge」を薗田賢次監督とスタート。同年Golden Triangle名義で原宿クロコダイルにて、日本のロックバンドのスローナンバーやバラードをカバーする『原宿水曜会』をスタート。
2018年-2019年「46th NYRF」内田裕也最後のステージを支える。
2019年-2020年「47th NYRF追悼 内田裕也」大トリをカイキゲッショクで務める。以降NYRFの企画プロデュース。
2020年5月25日　緊急事態宣言解除の日、MV『Kill  COVID』をYouTubeにアップロード。
内田裕也 没後のNew Year Rock Festivalを想いを引き継ぐ形でプロデューサーへ就任し、2020年-2021年無観客配信ライブ「47+1 新生New Year Rock Festival」を開催。サプライズゲストとして長渕剛が出演。
2021年-2022年には「47+2 新生 New Year Rock Festival 同時多発オンラインフェス」として全国の会場から同時多発的にライブを中継し開催した。
開催50周年となる2022年-2023年の公演は有観客公演となり、「50th NEW YEAR ROCK FESTIVAL 2022-2023」を有明ガーデンシアターで開催・プロデュースした。
2023年に「湾岸の羊〜sheep living on the edge〜」として、3月1日に「REBORN」、4月12日に「LOST CHILD」、5月10日に「Merry-Go-Round」、6月14日に「都会の森」をデジタルリリース。同時にMVも公開。その後、7月12日に1stフルアルバム「2020 RISING SUN」（CD+Blu-ray）をリリース。10月13日に東京キネマ倶楽部にてレコ発ワンマンライブを成功させた。
2023年-2024年には渋谷ストリームホールで「50+1 New Year Rock Festival」を開催・プロデュース。

## 家族
- 2014年 歌手AIと結婚。2015年 第一子長女、平和を授かる。2018年 第二子長男、博愛を授かる。

## 客演作品
- GANXSTA D.X『SCANDAL』『SLOW BURNNING』[14]
- AKTION『バチアタル』[15]
- ヒカリの香車『TAXI』[16]
- EL LATINO『Light For Tomorrow』[17]
- トライポリズム『六本木心中』
- B.C.Butterfly『Birthday』
- L.O.X.(YOSHIKI)『KOKORO TALK』

## 出演作品
- 映画『TOKYO GP』 ※ZeebraとW主演（2001年）

## 書籍
- BURST・BURST generation
- 超人間コク宝(吉田豪　著)